# Żmudź-Kolonia
Żmudź-Kolonia – kolonia wsi Żmudź w Polsce położona w województwie lubelskim, w powiecie chełmskim, w gminie Żmudź.
W latach 1975–1998 kolonia należała administracyjnie do województwa chełmskiego.
Wierni Kościoła rzymskokatolickiego należą do parafii Podwyższenia Krzyża Świętego w Żmudzi.